# Pompa volumetrica
Si dice pompa volumetrica un tipo di pompa che sfrutta la variazione di volume in una camera per provocare un'aspirazione o una spinta su un fluido.
La portata erogata è indipendente dalla prevalenza ed è invece direttamente proporzionale alla velocità di spostamento.
Il cuore dell'uomo e degli animali è una pompa di questo tipo.
le pompe volumetriche si dividono in:
- rotative;
- alternative;

## Pompe volumetriche rotative

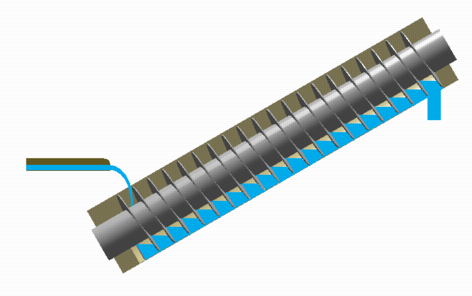
Pompa a vite di Archimede

- Vite di Archimede: questo tipo di pompa sposta quantità costanti di liquido ad ogni rotazione. Per limitare i trafilamenti tra vite e statore si usa per basse prevalenze ed alte portate. È oggi utilizzata come idrovora e come mezzo di sollevamento negli impianti di depurazione acque.

- Noria: malgrado la relativa antichità di questa pompa, la noria resta ad oggi l'unica a utilizzare lo stesso fluido pompato come fluido motore. Di fatto è un'evoluzione della ruota idraulica, combinando una ruota da sotto (motrice) con una, modificata, da sopra (operatrice).

### A ingranaggi

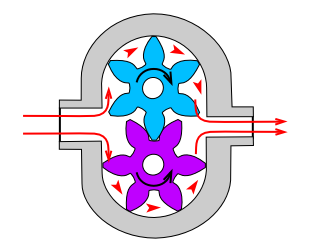
Schema di pompa ad ingranaggi esterni

In queste pompe si sfrutta la variazione di volume causata dall'ingranamento dei denti di due ruote dentate, poste l'una dentro l'altra (pompa a ingranaggi interni) oppure esterne (pompa a ingranaggi esterni). Sono ampiamente usate per pompare l'olio lubrificante nei motori degli autoveicoli (il più delle volte si tratta di una pompa a ingranaggi interni munita di ingranaggi di forma trocoidale, nota anche come pompa Gerotor), per pompare l'olio nel circuito idraulico di macchine per movimento terra, e in genere in tutte quelle applicazioni in cui il fluido è viscoso purché non sia dannoso alla pompa stessa, in funzione dello scorrimento tra le parti componenti. Un caso particolare della pompa ad ingranaggi è la pompa a vite (da non confondere con quella a vite eccentrica), che si può considerare come pompa ad ingranaggi ad un unico dente.
La potenza assorbita dipende dalla pressione che fornisce la pompa al fluido viscoso e la portata è costante, una volta fissati il numero di giri delle ruote e la geometria del dente (ne consegue che, fissato un regime di rotazione della pompa, le regolazioni della portata destinata a ciascuna utenza del circuito devono essere effettuate da organi separati, come ad esempio delle valvole che devino verso la pompa parti del flusso). A seconda dei sensi di rotazione consentiti dagli ingranaggi, tali pompe possono anche essere sfruttate esattamente nella maniera opposta, ossia come motore di oleodinamica.
La rotazione di due ingranaggi, interni tra loro, separati da una mezzaluna (separatore di flusso) generano un flusso costante senza pulsazioni, che non provoca sbattimento nel liquido pompato. La separazione dei denti genera l’aspirazione ed il loro ricongiungimento la mandata. Le pompe cicloidali sono reversibili, ovvero funzionano in entrambi i sensi di rotazione, mantenendo inalterate le loro caratteristiche di funzionamento.

## A lobi
Le pompe a lobi sono costituite da una camera sagomata, al cui interno ruotano su assi paralleli ed in modo sincrono due rotori a lobi. Nella rotazione i lobi muovono il fluido dalla bocca di aspirazione a quella di mandata, creando così un flusso ragionevolmente continuo.

## A palette e scroll
Le pompe a palette presentano un rotore all'interno del quale scorrono in senso radiale delle palette, caricate da molle che fanno così scorrere le palette contro lo statore; le superfici sono lavorate in modo da avere una certa tenuta. Con la rotazione del rotore si ha una serie di camere, a volume costante o decrescente. Il fluido viene così trasportato dalla bocca di aspirazione a quella di mandata. Non sono necessarie le valvole e la pompa è facilmente reversibile. La prevalenza di questo tipo di pompe è limitata dalla scarsa tenuta delle palette; anche queste pompe si prestano bene al pompaggio di liquidi puliti aventi un certo potere lubrificante (o, come nel caso dei compressori per l'aria condizionata, fluidi in soluzione insieme a un olio lubrificante specifico in base alle caratteristiche chimico-fisiche del fluido).
Un design paragonabile a quest'ultimo è quello delle pompe scroll, ossia a doppia spirale; esse sono pompe rotative costituite da una spirale ferma e una roteante all'interno della prima, leggermente disassata, di modo che nel corso della rotazione la seconda spirale trascini un "pacchetto" di fluido dall'esterno della spirale fissa verso il centro, in un moto centripeto. Hanno il pregio di non richiedere l'uso di valvole di ritegno, in quanto sono le spirali stesse a fungere da valvola di ritegno chiudendosi l'una sull'altra; inoltre, rispetto alle pompe a palette, la mancanza delle molle evita possibili problemi di scarsa tenuta.

## Pompe volumetriche alternative

### A stantuffo o pistone
La variazione di volume è ottenuta con lo scorrimento alternato di un pistone in un cilindro, e opportune valvole di ritegno forzano il fluido a scorrere in una sola direzione e ne impediscono il reflusso durante la corsa di ritorno del pistone.
Questo tipo di pompe può essere diviso in:
- a semplice effetto, se il pistone compie lavoro solamente durante la corsa in un senso;
- a doppio effetto, se il pistone compie lavoro sia all'andata che al ritorno.

Un'altra suddivisione molto empirica si può avere in:
- aspiranti: il pistone produce una depressione che provoca il sollevamento del liquido lungo un tubo e la sua espulsione dalla pompa a pressione ambiente;
- prementi: il fluido entra nel cilindro a pressione ambiente e viene sollevata per effetto della pressione; in questo caso il cilindro si trova allo stesso livello o al di sotto del liquido da sollevare;
- aspiranti e prementi: integrano entrambe le funzioni.

L'azione della pompa premente non ha alcuna limitazione teorica. I limiti sono dovuti ai problemi di contenimento della pressione elevata da parte della camera della pompa, delle guarnizioni e delle valvole.
Le pompe a stantuffo sono utilizzate per portate piccole e medie e per alte e altissime prevalenze.
Le prime pompe a pistone erano a mano. Di fatto si tratta di una pompa a pistone semplice, di larghissimo impiego nelle campagne e, in tempi passati, nelle fontane pubbliche delle città. Si presta bene all'estrazione di acque da pozzi di piccola profondità (fino a 10 m, anche se esistono modelli capaci di pompare da 100 m: in tal caso, però, possiedono sistemi piuttosto complessi di demoltiplicazione per ridurre lo sforzo).

### A diaframma o membrana
Una variazione sullo stesso principio della pompa a stantuffo è la pompa a diaframma, in cui la variazione di volume è data dall'oscillazione di una membrana che chiude un lato di una camera. Il vantaggio di questa soluzione è l'assoluta impermeabilità ottenuta con l'eliminazione dello scorrimento tra parti. 
Il movimento può essere impresso alla membrana per via meccanica, per esempio attraverso un sistema a leva e manovella o una camma, oppure pneumaticamente, alternativamente introducendo e rilasciando aria compressa in una camera opposta a quella di pompaggio.
Alternativamente, il movimento può essere impresso alla membrana utilizzando dell'olio idraulico, che messo in pressione da un sistema meccanico trasferisce la pressione alla membrana.
La pressione massima è limitata, nel caso del normale azionamento meccanico, dalla resistenza del materiale che costituisce la membrana, solitamente gomma e, nel caso di alimentazione pneumatica, è direttamente proporzionale alla pressione fornita dall'aria di alimentazione. Nel caso di azionamento tramite interposizione di olio idraulico si possono raggiungere pressioni molto più elevate in quanto la membrana viene sottoposta alla stessa pressione, sia dal lato idraulico che dal lato del processo, evitando quindi di correlare la pressione massima alla resistenza meccanica della membrana stessa.
Sono utilizzate per portate piccole e medie, e prevalenze medie e alte.

## A camera variabile

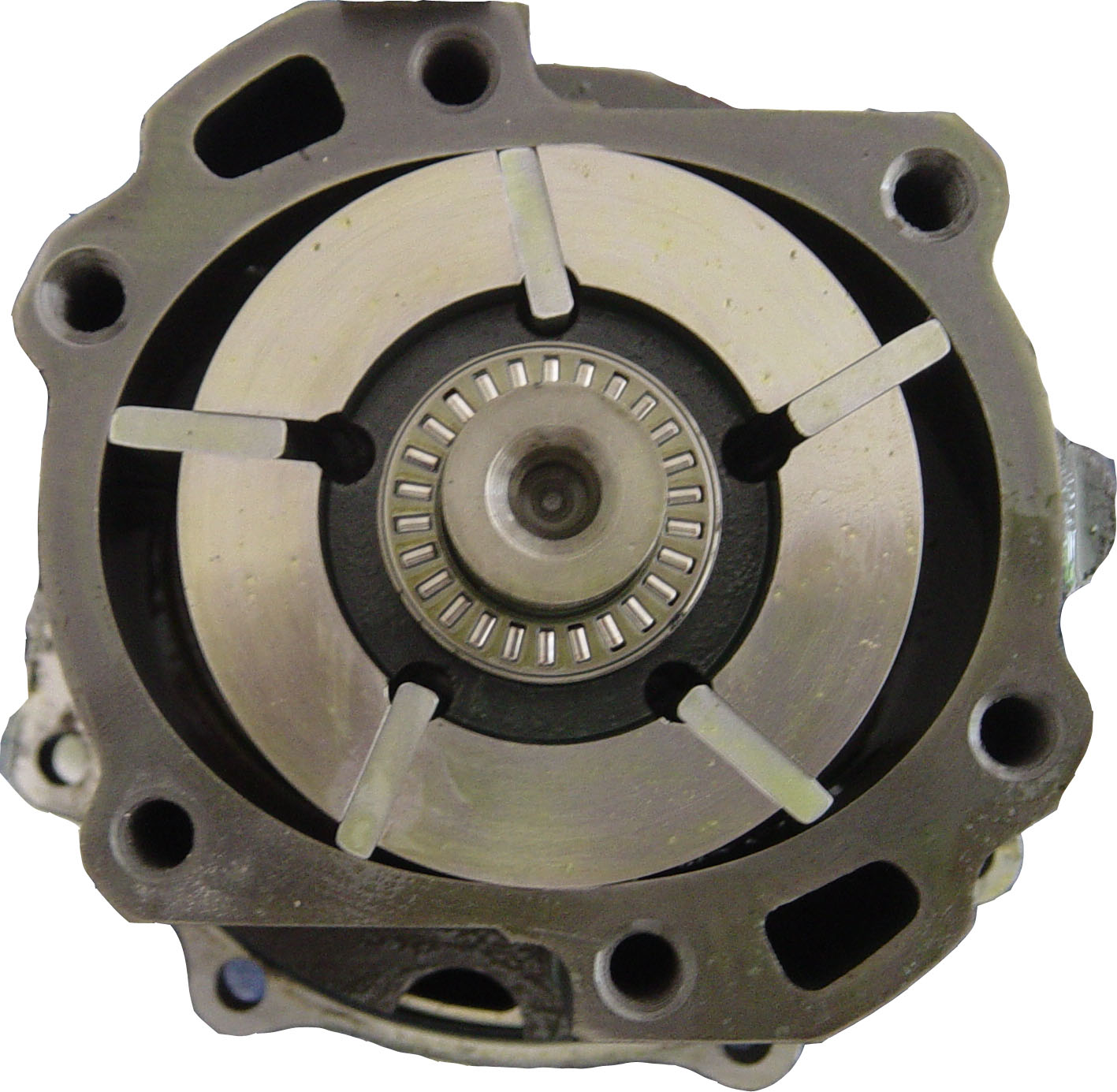
Pompa a palette

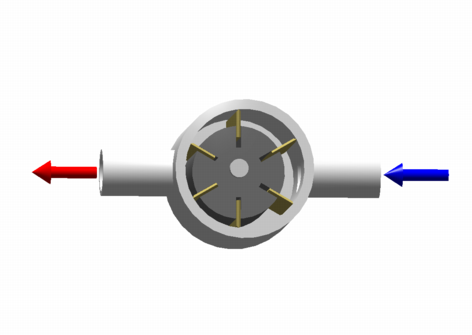
Schema di funzionamento di una pompa a palette

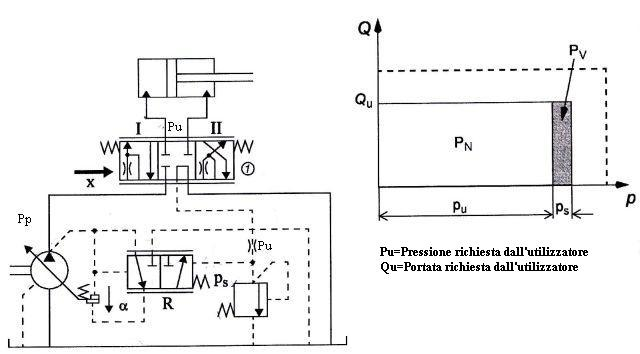
Pompa a cilindrata variabile

- pompa a vite eccentrica (detta anche a cavità progressiva o mono): sono costituite da uno statore in materiale elastico (solitamente gomma sintetica) all'interno del quale è impressa una spirale, e da un rotore solitamente metallico a forma di spirale, di diametro inferiore a quello dell'impronta dello statore, eccentrico rispetto all'asse di rotazione. Le due spirali sono realizzate in modo che vi siano sempre generatrici a contatto, e si crea così una cavità stagna (grazie al contatto rotore metallico - statore in gomma) che si sposta, grazie al movimento rotatorio eccentrico, verso la bocca di mandata, Queste pompe sono molto versatili, e sopportano liquidi con solidi in sospensione, se non troppo abrasivi; sono adatte per portate da basse a medie e prevalenze medie e medio-alte. grazie al loro sviluppo longitudinale, hanno basso ingombro e sono adatte ad essere introdotte nei barili per effettuarne lo svuotamento.

- pompa a piatto oscillante a cilindrata variabile: sono pompe a singola azione costituite da un piatto inclinato rotante oppure nutante (in tale ultimo caso messo in rotazione e nutazione da un piatto rotante inclinato posto immediatamente dietro) che, oscillando avanti e indietro, muove dei pistoni ad esso attaccati tramite, rispettivamente, due emisferi metallico-ceramici liberi di rotare in due appositi alloggiamenti ricavati in ogni pistone, e delle aste. L'inclinazione del piatto (e dunque la cilindrata della pompa) è regolabile tramite un gradiente di forze idrodinamiche agenti sul piatto oppure sui pistoni. Si tratta di un design usato per realizzare varie pompe idrauliche industriali e compressori d'aria condizionata automobilistici.

## Peristaltiche
Si basa sull'effetto della peristalsi, ovvero lo scorrimento di una strozzatura su un tubo che ha l'effetto di spremere attraverso di esso il fluido contenuto. Sono costituite da un rotore che porta diversi rulli. Ruotando i rulli schiacciano un tubo di gomma contro una parete cilindrica.
Il principale vantaggio di questa pompa è che il fluido contenuto non entra in contatto con altra parte se non il tubo, ed è isolato dall'atmosfera. Per questo motivo è particolarmente utilizzata in medicina per pompare il sangue nella circolazione extracorporea e nella emodialisi.